# ポートマルチプライヤ
Port Multiplier（ポート・マルチプライヤ）、略してPMPとは、シリアルATAの規格で、ひとつのポートに複数台のハードディスクを繋ぐこと。eSATAがこの機能を利用できる仕様となっている。理論上はひとつのポートで15台接続可能である。

## 概略
ポートマルチプライヤは、単一のシリアルATA (SATA) のポートと複数のドライブとの通信を可能にするデバイスである。
一般的エンクロージャのバックプレーン上に存在し、すべての標準的なSATAドライブをサポートしている。
一般的に、シリアルATA (SATA) 接続が1本のケーブルで単一のコントローラポートに接続された単一のドライブで構成されている。
アレイ内のドライブの最大数は、コントローラのポート数を前提としている。
容易でコスト効率の高いストレージ拡張を可能にし、同様に、複数のドライブのパフォーマンスの集約を可能にする。

## 規格
コマンドの中に複数のドライブを一意に決めるための4ビット(PM Port)を新設し一台目のドライブから順に0b0000から十五台目の0b1110、PMPハブ自身を指す0b1111まで定義されている。PM PortビットはSATA 1.0において予約（使用禁止、常に0）だったため、PMP非対応のコントローラーにPMPハブを介したドライブを繋いだ場合でも一台目のドライブだけは認識できるようになっている。

### コマンド ベース スイッチング
コントローラーが（ポート毎に）一度に一台のドライブとだけやり取りを行う方式。その間他のドライブは何も行えないため同時アクセス性能が悪く、NCQと併用した場合すべてのキューが完了するまで他のドライブに移れないためNCQとの相性も悪い。FISベーススイッチングと比べた利点は実装が単純で済む点である。

### FIS(frame information structure) ベース スイッチング
コントローラーが同時に複数のドライブとやり取りを行える方式。NCQの動作を阻害しない。

## 主なチップベンダ
- Silicon Image
  - Sil3132
  - Sil3124
- ASMedia Technology Inc.
  - ASM1061（UEFI対応）
- マーベル
  - 88SE9128
  - 88SE9235
- インテル
  - ICH9R
  - ICH10R
  - C202
- AMD

## 課題と問題点
- 多くの製品がUEFIマザーボードに対応していない。
  - （例）HighPoint社のポートマルチプライヤ製品 (Rocket Raid) は全製品非対応で、これからも対応しないことを明言している[3]。